# 김유나 (1996년)
김유나(1996년 3월 3일 ~ )는 대한민국의 치어리더이다.

## 경력
- (現) NC 다이노스 응원단 치어리더
- (現) 대구 FC 응원단 치어리더
- (現) 부산 BNK 썸 응원단 치어리더
- (現) 흥국생명 핑크스파이더스 치어리더
- (現) OK금융그룹 배구단 치어리더
- (前) LG 세이커스 치어리더
- (前) 현대캐피탈 스카이워커스 응원단 치어리더
- (前) 한화 이글스 치어리더
- (前) kt 소닉붐 치어리더
- (前) 울산 현대 축구단 울산큰애기 치어리더